# Jérôme Lhotsky
 (novembre 2023).
L'article doit être relu — et modifié si nécessaire — par des contributeurs indépendants pour apporter un regard critique aux contributions effectuées en violation des conditions d'utilisation de Wikipédia, tant sur la forme (notamment concernant le style encyclopédique, la proportionnalité) que sur le fond (la neutralité de point de vue, la qualité et l'indépendance des sources).
 (avril 2017).
Si vous disposez d'ouvrages ou d'articles de référence ou si vous connaissez des sites web de qualité traitant du thème abordé ici, merci de compléter l'article en donnant les références utiles à sa vérifiabilité et en les liant à la section « Notes et références ».
Jérôme Lhotsky, né à Paris est un réalisateur, scénariste et acteur français.

## Biographie
Après être passé par le théâtre et le café-théâtre (avec la création de la scène ouverte “Le FIEALD” au Café de la Gare avec, entre autres, Dany Boon), il écrit pour l’audiovisuel (télé et cinéma) depuis près de 15 ans. En parallèle, il a été entre 2000 et 2004 directeur artistique pour des émissions de fiction et de divertissement télé et conseiller éditorial pour plusieurs sociétés de production de films (dont, notamment, les productions LAZENNEC).
Grâce au succès (inattendu) de Case départ (2011), il signe entre 2012 et 2015 de nombreuses commandes d’écriture de scénarios, dont Le Gendre de ma vie de François Desagnat et MILF d'Axelle Laffont.
De 2012 à 2014, il est vice-président adjoint de la Guilde des scénaristes, chargé de la Commission Cinéma.
Il a également créé sa société de production Writerz.
En 2023, il produit On Aurait Dû Aller en Grèce,dont il a co-écrit le scénario, réalisé par Nicolas Benamou, avec entre autres Gérard Jugnot et Virginie Hocq.

## Filmographie

### Acteur
- 1995 : Crises de têtes : Jean-Jacques
- 1998 : Si le shampoing était illégal... (Drame capillaire) de Nick Quinn (court-métrage)
- 1999 : Le Gang des TV
- 1999 : Si les poules avaient des dents, de Pierre Dugowson (court-métrage)
- 2001 : Grégoire Moulin contre l'humanité : le cosmonaute

### Scénariste
- 1999 : Si les poules avaient des dents, de Pierre Dugowson, coscénariste avec Pierre Dugowson et Artus de Penguern (court-métrage)
- 1999 : La Polyclinique de l'amour d'Artus de Penguern  (court-métrage)
- 2001 : Grégoire Moulin contre l'humanité d'Artus de Penguern
- 2008 : Fool Moon de Jérôme L'hotsky
- 2011 : Case départ de Lionel Steketee, Fabrice Éboué et Thomas N'Gijol
- 2015 : Un village presque parfait de Stéphane Meunier
- 2018 : Le Gendre de ma vie de François Desagnat
- 2018 : MILF d'Axelle Laffont
- 2021 : Opération Portugal de Frank Cimière
- 2023: On Aurait Dû Aller en Grèce, réalisé par Nicolas Benamou

### Réalisateur
- 2008 : Fool Moon
- 2011 : United colors of Jean-Luc (série)

### Producteur
- 2021: BAC+12
- 2023 : On Aurait Dû Aller en Grèce, réalisé par Nicolas Benamou